# 日本民謡による幻想曲
日本民謡による幻想曲（にほんみんようによるげんそうきょく、Fantasy on a Japanese Folk Song）は、アメリカの作曲家サミュエル・ヘイゾが1997年に作曲した吹奏楽曲である。日本の童謡「砂山」を主題としている。

## 概要
ヘイゾはプログラム・ノートで次のように述べている。「この曲は、子供の頃に母親と父親からオルゴールを与えられたある日本人の少女の物語である。このオルゴールは日本の童謡「砂山」を鳴らした。少女にとって、このオルゴールは安らぎと慰めになった。少女が大人になったとき、アメリカ人と恋に落ち、日本の村に残るか、結婚してアメリカに渡るかの選択に迫られた。彼女は日本を去り、恋人との愛を選んだ。しかし、彼女の心に自らの文化への郷愁が芽生え、しかし心の一部では人生がかつて出生地の日本にあったことは常に意外に思われた。初めは易しく抑えていた葛藤は時間が過ぎ行くとともに激しくなり、秘めた愛と葛藤は女性の心の中にだけでさえ存在した。彼女を閉じこめる状況から逃れるために唯一できることは、子供の頃に聞いたオルゴールを開き、その最初の音で泣く。」

## データ
- 1997年作曲、2005年改訂
- 演奏時間: 5分40秒
- 出版社: Hal Leonard Corporation

### 楽器編成
| 木管   | 木管                  | 金管  | 金管    | 弦・打 | 弦・打                                                      |
| ------ | --------------------- | ----- | ------- | ------ | ----------------------------------------------------------- |
| Fl.    | 2, Picc.              | Tp.   | 3       | Cb.    | 1                                                           |
| Ob.    | 1                     | Hr.   | 2       | Timp.  | 1                                                           |
| Fg.    | 1                     | Tbn.  | 2, Bass | 他     | B.D., Cym., Glock., Gong, Ocean Drum., Tubular bells., Vib. |
| Cl.    | 3, Alto, Bass, C-Bass | Eup.  | 1       | 他     | B.D., Cym., Glock., Gong, Ocean Drum., Tubular bells., Vib. |
| Sax.   | Alt. 2 Ten. 1 Bar. 1  | Tub.  | 1       | 他     | B.D., Cym., Glock., Gong, Ocean Drum., Tubular bells., Vib. |
| その他 | その他                | Harp. | Harp.   | Harp.  | Harp.                                                       |